# Bierdusche

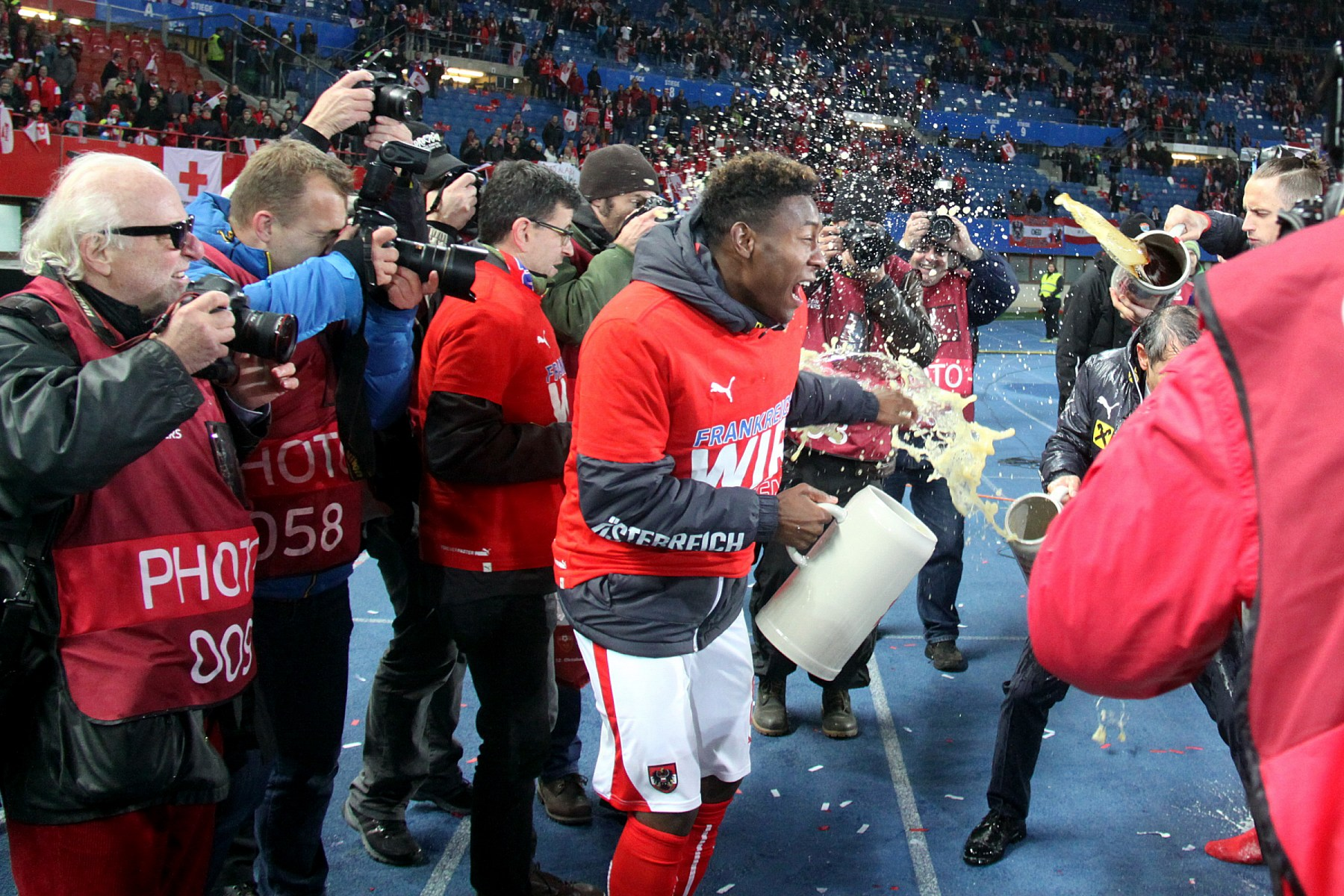
Bierdusche nach einem Sieg der österreichischen Fußballnationalmannschaft und der damit verbundenen erfolgreichen Qualifikation zur EM-Endrunde (Wien, 12. Oktober 2015)

Die Bierdusche – manchmal genauer Weißbierdusche – ist ein Brauch, bei der im Allgemeinen aus einem freudigen Anlass, wie z. B. dem Gewinn eines sportlichen Wettkampfes, jemand mit Bier übergossen wird. Zumeist wird dabei eine eigentliche Respektsperson wie z. B. der Trainer, der Manager oder gar der Vereinspräsident von den Sportlern mit einer Bierdusche bedacht. Die Bierdusche erfolgt dabei mehr oder weniger überraschend für denjenigen, der die Bierdusche erhält. Oft erfolgt die Bierdusche aus übergroßen Biergläsern oder Humpen. Nach erfolgreichem Ausführen einer Bierdusche folgen häufig weitere, für andere am Erfolg Beteiligte.

## Entstehung
Die Erfindung der Bierdusche als „Ritual“ einer Meisterfeier wird in der Presse dem FC Bayern München zugeschrieben. Nach Angaben von Zeit Online trat der Brauch erstmals im Jahr 2000 in Erscheinung, als der FC Bayern knapp vor Bayer Leverkusen Deutscher Fußballmeister wurde, und die Spieler vor Freude ihre traditionell großen Weißbiergläser über den Meistertrainer Ottmar Hitzfeld gossen. Süddeutsche.de schreibt die Erfindung der Bierdusche Giovane Élber oder Mario Basler zu.
Nachdem der Begriff „Bierdusche“ nicht nur vereinzelt verwendet wurde, sondern in den allgemeinen Sprachgebrauch übergegangen war, wurde er 2017 in die 27. Auflage des Duden aufgenommen.

## Vorläufer und Abwandlungen
Duschen mit Getränken können bei verschiedenen Sportarten vorkommen. Möglicherweise entstand der Brauch aber in Anlehnung an den Motorsport, wie z. B. der Formel 1, wo „Champagnerduschen“ oder „Sektduschen“ der Erst- bis Drittplatzierten zur Tradition gehören. Über die Entstehung der „Tradition“ des Sprühens von Champagner im Motorsport gibt es unterschiedliche Meinungen. Oft heißt es, Joseph Siffert sei der unfreiwillige Erfinder. Nachdem er zusammen mit Colin Davis die Klasse bis 2 Liter Hubraum bei den 24 Stunden von Le Mans 1966 und den Index of Performance  (Wertung aus Fahrzeuggewicht, Kraftstoffverbrauch und Durchschnittsgeschwindigkeit) gewonnen hatte, wurde ihm eine Flasche Champagner überreicht, die wohl warm gestanden hatte. Siffert schüttelte sie unbedacht ein wenig, der Korken flog weg und der Versuch, sie mit dem Daumen zu schließen, scheiterte, sodass der Champagner die Umstehenden bespritzte. Doch 1967 in Le Mans war es kein Missgeschick: Sieger Dan Gurney schüttelte die Flasche absichtlich und besprühte Henry Ford II und Carroll Shelby, die für den Wagen verantwortlich waren, mit dem er und A. J. Foyt das Rennen gewonnen hatten.
Eine Abwandlung ist der in den USA z. B. beim Super-Bowl stattfindende Brauch „Gatorade Bath“ oder „Gatorade Shower“, der aus der Mitte der 1980er Jahre herrührt und bei dem eine Person, oft der Trainer, mit dem Energiegetränk aus einem Fass übergossen wird.

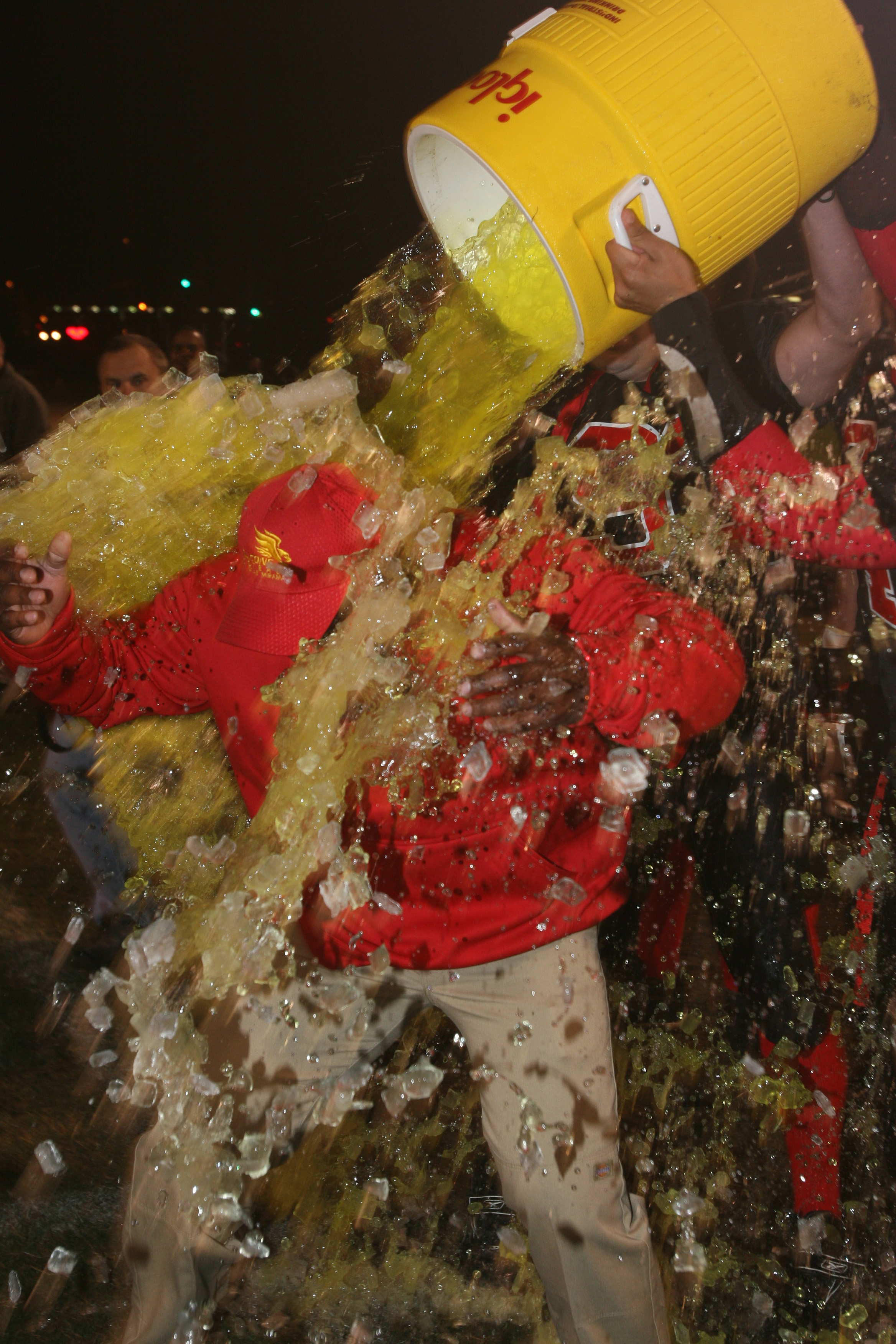
Gatorade Bath für einen Football-Trainer (USA, 20. November 2007)
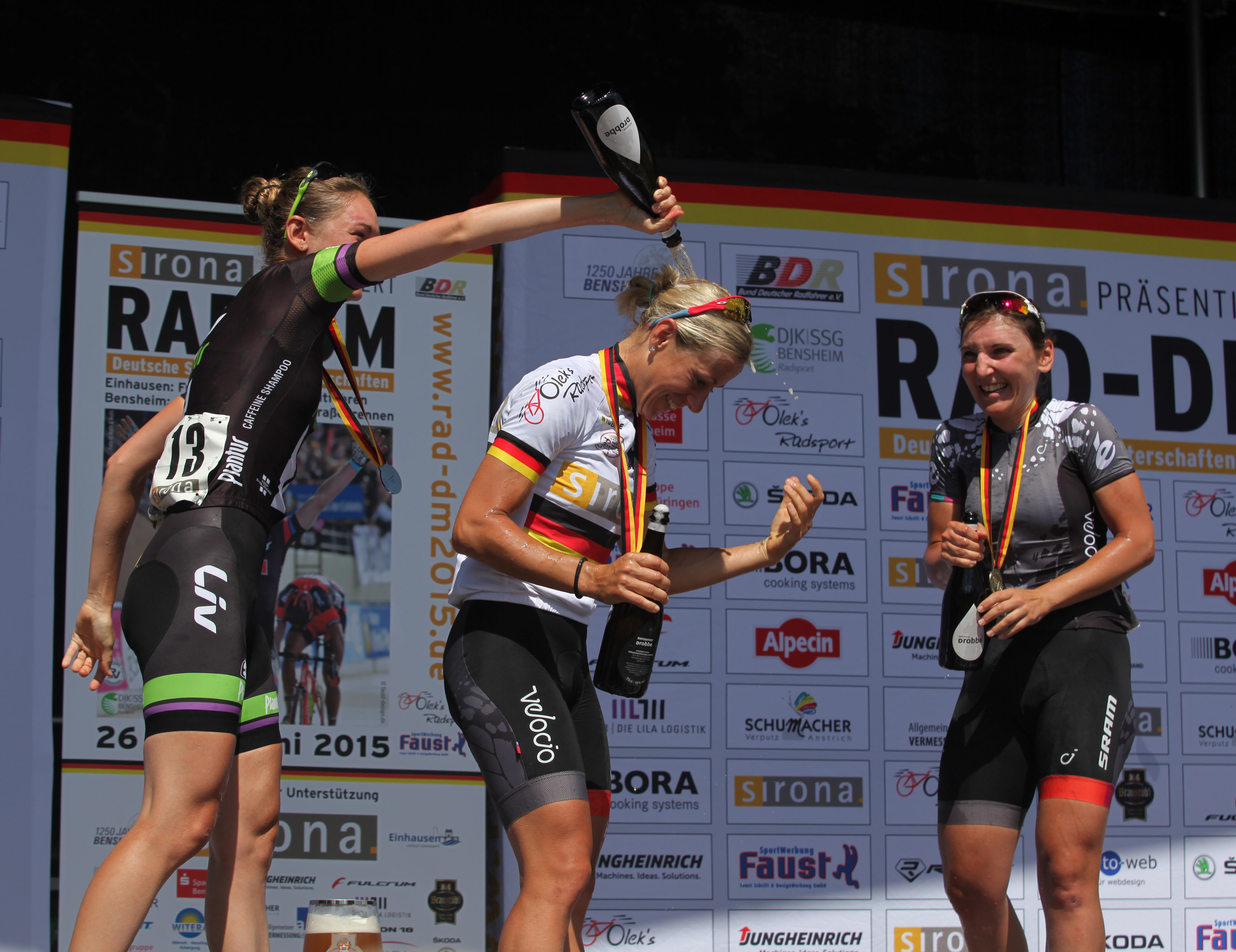
Sektdusche bei einer Siegerehrung im Radsport (Bensheim, 28. Juni 2015)